# Lion (film)
Lion är en amerikansk-australisk-brittisk dramafilm från 2016, regisserad av Garth Davis och skriven av Luke Davies, baserad på biografin A Long Way Home av Saroo Brierley. I filmen medverkar bl.a. Dev Patel, Rooney Mara, David Wenham och Nicole Kidman.
Filmen hade världspremiär på Toronto International Film Festival den 10 september 2016. Den hade biopremiär i USA den 25 november 2016 och i Sverige den 25 december samma år.
Filmen nominerades till sex Oscars vid Oscarsgalan 2017 för Bästa film, Bästa manliga biroll till Patel, Bästa kvinnliga biroll till Kidman, Bästa manus efter förlaga, Bästa filmmusik och Bästa foto. Vid BAFTA-galan 2017 belönades filmen med två BAFTA Awards för Bästa manliga biroll till Dev Patel och Bästa manus efter förlaga.

## Handling
5-årige Saroo bor med sin familj i en liten by i Indien. En natt följer han med sin storebror Guddu till en järnvägsstation för att hitta arbete, där Saroo blir så trött att han somnar på en bänk. När han vaknar är han helt ensam och kan inte hitta Guddu. Han kliver på en tågvagn när han letar efter sin storebror och stannar kvar i den i hopp om att Guddu återvänder. Saroo somnar och när han senare vaknar upptäcker han att tåget åker. Ett par dagar senare lyckas han komma ut när tåget stannar. Han är flera mil hemifrån i en okänd stad där de inte talar samma språk. Efter en tid som hemlös hamnar Saroo på ett barnhem där han senare blir adopterad av ett australiskt par som ger honom ett nytt liv med kärlek och omvårdnad. Tjugo år senare kan Saroo inte hjälpa att han börjar sakna sin ursprungliga familj igen. En desperat jakt efter sin gamla hemstad på Google Earth påbörjas...

## Rollista
- Dev Patel – Saroo Brierley
  - Sunny Pawar – Saroo som barn
- Nicole Kidman – Sue Brierley, Saroos adoptivmor
- Rooney Mara – Lucy, Saroos flickvän
- David Wenham – John Brierley, Saroos adoptivfar
- Abhishek Bharate – Guddu, Saroos biologiska storebror
- Divian Ladwa – Mantosh Brierley, Saroos adoptivbror
- Priyanka Bose – Kamla, Sarros biologiska mor
- Deepti Naval – Mrs. Sood
- Tannishtha Chatterjee – Noor
- Nawazuddin Siddiqui – Rawa

## Mottagande
Lion möttes av positiva recensioner av kritiker, särskilt för Dev Patel och Nicole Kidmans skådespeleri. På Rotten Tomatoes har filmen ett medelbetyg på 86%, baserad på 204 recensioner, och ett genomsnittsbetyg på 7,2 av 10. På Metacritic har filmen genomsnittsbetyget 69 av 100, baserad på 45 recensioner.